# 卑詩保守黨
卑詩保守党（英語：Conservative Party of British Columbia，簡稱）是加拿大卑詩省一个省级政党，現時為該省官方反對黨。现任党魁是尼查科湖泊選區省議员羅仕德；他於2005年省選以卑詩自由黨黨員身份當選，2022年被逐出該黨黨團，2023年2月則加入保守党。該黨與聯邦保守黨般俗稱托利黨（Tories）。
保守党於20世纪上半叶曾是卑詩省的主要政黨之一，並一直与卑詩自由党争夺该省執政权。在此期間，曾有三位保守党黨魁担任卑詩省省长，分別為李察·麥拜特（1903年-1915年）、威廉·約翰·鮑澤（1915年-1916年）和西門·菲莎·通美（1928年-1933年）。然而该党影响力從1950年代起式微，並自1975年以来置身省議會之外。這些年間卑詩省的主要右翼政党為社會信用黨，到1990年代則由自由黨取而代之。
保守黨自2024年起在羅仕德領導下重新成為卑詩省政壇主要政党之一，並且和中間偏左的卑詩新民主黨分庭抗禮。在2024年省選中，保守党曾一度以45席緊逼新民主黨的46席，經最終點票後則以44席的姿態重返卑詩省議會成為第二大黨。這是該黨自1975年以来首次选出省議员，亦是自1903年建黨以來獲得最多票數和席位的一次。

## 歷史

### 早年历史
卑詩保守黨成立於1900年，當時名為自由保守黨；然而當時卑詩省尚未正式採用政黨政治。省議員李察·麥拜特有感卑詩省的無黨派政府體系並不穩定且抑制該省發展，遂於1903年6月1日獲省督任命為省長之時宣布成立正式的保守黨政府。1903年10月舉行的省選遂成卑詩省首場黨派之爭，保守黨在麥拜特領導下壓倒主要對手自由黨以及各個社會黨和工黨省議員，以兩席之差成為省議會最大黨並籌組多數政府。當時聯邦保守黨傾向於政府干預以幫助發展工業和基礎設施；卑詩保守黨省政府的施政亦大致反映該等立場。麥拜特及其繼任者威廉·約翰·鮑澤領導下的保守黨執政十三年，直到在1916年省選中被自由黨擊敗為止。1926年11月自由保守黨正式更名為保守黨。
1928年省選，保守黨在西門·菲莎·通美領導下贏得省議會48個議席中之35席重新掌權。然而通美政府無力應對經濟大蕭條，作風優柔寡斷且面臨黨內鬥爭。为了拯救经济，通美一方面采取以工代赈制度，另一方面大幅度削减公共开支和福利，结果导致卑诗保守党分裂。該黨內部一片混亂，以至於保守黨省級協會決定在1933年省選中不再派出任何候選人競選，取而代之是由各选区的保守黨协会自行決定參選方式。部分保守黨黨員以獨立身份或「獨立保守人士」身份競選；支持省長通美的黨員以「聯合派」（Unionist）名義參選，而支持鮑澤的黨員則以「無黨派獨立集團」（Non-Partisan Independent Group）之名競選。帕特遜（Frank Porter Patterson）出任黨魁後，保守黨再現生機，1937年省選在全省幾乎所有選區皆有保守黨候選人競選。然而保守黨最終只贏取8席，較合作社联邦联合会（CCF，即新民主黨前身）僅多一席。

### 聯合政府
1941年省選，保守黨贏得12席，自由黨贏得21席，CCF則贏得14席。該省商界人士擔心支持民主社會主義的CCF實力不斷增強，遂敦促自由黨和保守黨組建戰時聯合政府以確保穩定。時任保守黨黨魁覓倫表示同意，但自由黨籍省长帕圖洛則反對。然而帕圖洛在1941年底被自由黨人強迫辭職；哈特則承諾組建聯合政府，遂接替帕圖洛成為自由黨黨魁和省长。他其後履行承諾，並委派覓倫出任律政廳长。1942年，卑詩保守黨跟隨聯邦保守黨，更名為“卑詩進步保守黨”。
覓倫與哈特在二戰期間一直維持聯合政府，戰後亦於1945年省選聯合參選，合共贏取省議會48個議席中之37席。然而覓倫於1946年突然去世；安斯科姆（Herbert Anscomb）繼任保守黨黨魁，並於聯合政府內出任財長。随着自由党籍省长哈特於1947年退休，进步保守党爭取由安斯科姆继任省长，但遭到自由党拒绝，两党關係遂轉差，而進步保守黨内部爭鬥亦再度萌生。進步保守黨分成三個派系：一派支持維持現狀、另一派支持脫離聯合政府、而第三個由奧卡拿根地區省議員貝內特（W.A.C. Bennett）為主的派系則呼籲兩黨合併。
自由黨和進步保守黨聯盟於1949年省選繼續聯合參選，合共贏取省議會48個議席中之39席。然而保守黨內訌越演越烈，安斯科姆的黨魁地位亦於1950年保守黨大會中遭受挑戰。貝內特更退出保守黨，轉投社會信用聯盟（即卑詩社會信用黨前身）。1952年1月，自由黨決定解散聯合政府，撤銷安斯科姆等保守黨員之內閣職務，並以少數政府姿態繼續執政。

### 江河日下
两党联盟决裂之前，聯合政府将卑詩省选举制度从領先者當選改为排序複選制。由于预期保守党和自由党选民会将對方政党列为第二选择，两党都相信他们合共能获取足够票數继续执政，將CCF排除在政府以外。然而社會信用聯盟在1952年省選中贏取最多席位而籌組少數政府，保守党和自由党則遠遠落後，當中保守黨只贏得4席。兩個月後，前保守黨黨員貝內特繼任社會信用党領袖，放棄該黨的社會信用貨幣改革政策，轉而支持傳統的保守派民粹主義。
貝內特故意讓不信任動議通過以觸發另一場省選。在1953年省选中，保守黨下跌至只有1席，社信黨則順利籌組多數政府，並將选举制度改回領先者當選制以鞏固其票源。社信黨遂成為卑詩省的主要中間偏右聯合政黨，而保守黨和自由黨則淪為邊緣政黨。保守黨从1956年省選至1972年省選期間從未赢取任何議席，1960年省選後一直未有在全省所有選區競選，直至2024年省選為止。
芬利森從1952年至1961年間任職黨魁，後則由富爾頓繼任。在富爾頓領導下保守黨稍振聲勢，於1963年省選獲得11%選票但仍沒有候選人當選，富爾頓本人則在錦祿選區大幅落後社信黨候選人。他其後離職重返聯邦政壇，而保守黨則再度崩潰，1966年省選只得三名候選人參選，1969年省選更只得黨魁德沃夫本人競選。
1971年，前社會信用党省議員華萊士轉投卑诗进步保守党，成為15年來第一位保守党省議員。保守黨則於1972年省選獲得近13%選票並有兩名候選人當選，分別為華萊士和寇迪士。憑藉社會信用党、保守黨和自由黨之間鎅票，這次省選由CCF的繼任黨新民主黨獲勝並籌組多數政府。華萊士於1973年當選保守黨黨魁，但寇迪士則於1974年轉投社信黨。1975年省选華萊士在其橡樹灣選區連任，卻於1977年辭職；繼任黨魁的史提芬斯於1978年補選當選橡樹灣選區議員。
這些年間，聯邦進步保守黨在卑詩省的票源與卑詩社信黨重疊，前者因此與卑詩進步保守黨保持距離以防疏遠社信黨支持者。1979年聯邦大選和卑詩省省選接近同時舉行，聯邦進步保守黨黨魁競選期間避免與史提芬斯有任何接觸。史提芬斯於當年省選落敗後，保守黨再度置身省議會之外。省議員格雷厄姆·利於1986年從新民主黨轉投保守黨，但省議會於同年解散後則離開政壇。
随着社会信用党政府於1991年省选落敗垮台，卑诗进步保守党將黨名改回卑诗保守党以期吸取右翼選民支持，但仍无济于事。卑詩自由黨順利吸取支持商界利益的選民，而保守黨從1991年至2005年間只派出少量候選人參選。

### 近期發展

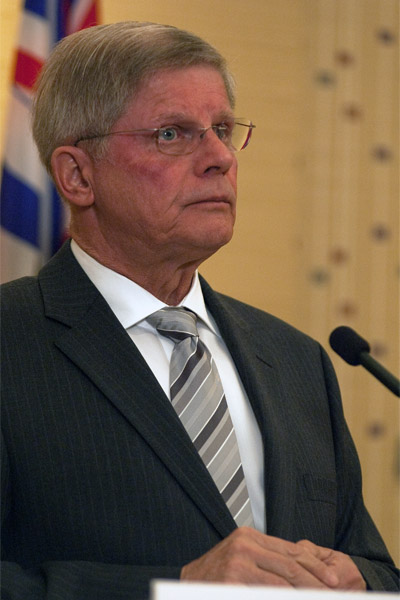
保守黨黨魁康明斯（2011年）

2005年，前卑詩改革黨和卑詩黨黨魁漢尼當選保守黨黨魁。保守黨於2009年省選派出24名候選人參選，為1979年以來最多，贏取2.1%選票。選後漢尼與11名理事和黨高層以黨內鬥爭為由請辭。
在執政自由黨受合併銷售稅風波影響下，2010年末民調顯示保守黨獲8%選民支持。該黨黨員數目從2010年6月的三百人上升至約二千人，並於全省85個選區中的45個設立選區協會。自由黨籍省長金寶爾備受壓力下請辭，觸發該黨黨魁選舉。簡蕙芝於2011年擊敗馮宜幹當選自由黨黨魁後，部分馮宜幹支持者轉投保守黨。保守黨則於同年5月28日選出前联邦保守党国会议员康明斯為新任黨魁。2011年下半年，保守黨的支持率一直在10%以上，高達23%。
2012年3月26日，阿伯茨福德南選區省議員范棟勤宣布退出卑詩自由黨並轉投保守黨，成為該黨自1986年以來第一位省議員。然而他僅於六個月後便退出保守黨並轉為獨立議員；他稱自己對康明斯的領導缺乏信心並對該黨日後方向意見分歧而退黨。
2013年省选保守黨派出56名候選人參選，康明斯則獲邀出席黨魁電視辯論。最终省选开票结果依然挂零，得票率亦不及5%，康明斯遂於同年7月18日下台。布魯克斯（Dan Brooks）於2014年4月當選保守黨黨魁，卻於2016年2月20日在該黨年會中請辭。他其後稱引致辭職的原因已獲解決，並於同年9月17日黨魁選舉中再度當選；然而保守黨行政委員會則於同年10月28日以該場黨魁選舉未達致法定人數為由而撤掉布魯克斯職務。在此混乱局面下，保守党虽然在全省十个选区完成2017年省选提名，但由于没有黨魁辅选，导致最终总得票率仅有0.53%。
2017年9月，保守黨選出弗农市議員安德森（Scott Anderson）為臨時黨魁；聖約翰堡市議員博林則於2019年4月8日獲任保守黨常規黨魁。

#### 取代自由黨
在2021/2022年自由黨黨魁競選期間，保守派評論員古恩（Aaron Gunn）參加競選，希望為該黨的右翼發聲。然而自由黨最終取消了古恩的資格，稱他的觀點會讓該黨“名譽掃地”。此後古恩成立倡導團體「卑詩常理」（"Common Sense BC"），旨在研究自由黨（2023年4月改名聯合黨）的右翼替代方案可行性。這一舉動最終導致他在2022年5月的保守黨年會上支持了一系列理事會候選人。2022年8月18日，保守黨公佈了新徽標以及新網站和平台。
尼查科湖泊選區自由黨議員羅仕德因發表氣候變化並非由二氧化碳排放引起的評論，於2022年8月被逐出自由黨黨團。他於2023年2月16日加入保守黨，並在省議會中獲得該黨代表權。罗仕德指自己與自由黨黨魁馮宜幹存在“不可調和的分歧”，因而轉換陣營。
博林于2023年3月3日宣布辭去保守黨黨魁職務，並將舉行黨魁競選。罗仕德於數週後宣布參選，並於無競爭對手下於同月31日自動當選黨魁。在2023年的兩場省議會補選中，保守黨候選人分別以4.88%和19.86%的得票率排名第四和第二。在溫哥華島上朗福特—胡安德富卡選區（Langford-Juan de Fuca）的補選，保守黨出人意料地超越了通常在選區中排名第二的中右翼聯合黨（前身為自由黨）。
2023年9月13日，聯合黨省議員布魯士·班文轉投保守黨，讓保守黨獲得總共2席兼正式政黨地位，班文也成為該黨的省議會領袖。2024年5月至7月間再多三名聯合黨省議員過檔保守黨，分別為卡里布—奇爾科廷選區議員杜鄂辰、素里南選區議員施爱聆、以及列治文北中選區議員屈潔冰，保守黨的省議會黨團遂增至五人。在聯合黨形勢不利下，該黨黨魁馮宜幹於2024年8月28日宣布終止該黨的競選活動並將之解散。而聯合黨的候選人亦會被保守黨檢視，以決定是否吸收成為代表保守黨的候選人。2024年9月3日，保守黨正式宣佈三名現任省議員將會代表該黨參選，分別是於錦祿中心選區參選的彼得·米洛巴、於南三角洲選區參選的伊恩·帕頓、以及於素里—白石選區競逐連任的賀卓華。
2024年10月19日省選，保守党贏得44席重返卑詩省議會成為第二大黨，正式取代受改名問題和聯邦自由黨政府低民望拖累的卑詩聯合黨及其前身卑詩自由黨，成為卑詩省中間偏右政黨的代表。

## 政治立場

### 經濟
保守黨計劃由2026年起向省內租客和正償還抵押貸款的民眾提供每月高達3千元的稅務優惠，以增加省民的生活可負擔能力。
保守黨主張在減少干預環境的情況下增加資源開採，並呼籲進一步發展該省的化石燃料和木材工業。特別是反對省級碳稅，並建議以「非法活動」逮捕環保運動人士及其支持者。

### 社會
有政治分析員形容保守黨為社會保守派；這與聯合黨的「大帳篷」定位有所分別。羅仕德不時在省議會中與新民主黨黨籍省長尹大衛唇槍舌劍：羅仕德曾於2023年指控尹大衛為「獨裁社會主義者」（"authoritarian socialist"），尹大衛則於2024年反指保守黨體現「美式民粹主義最糟糕的特質」（"the worst traits of American populism"）。
保守黨反對對醫護人員進行強制疫苗接種、反對不列顛哥倫比亞省的「性取向和性別認同」（SOGI）教育政策以及反對為吸毒者提供安全注射場所。對於後者，該黨建議將吸毒者非自願送入戒毒所。
羅仕德曾謂卑詩保守黨若上台執政的話，省民尋求墮胎及生育控制之權利將維持不變。